# ميلدريد هاريس
ميلدريد هاريس (بالإنجليزية:Mildred Harris) (مواليد 29 نوفمبر 1901 - وفيات 20 يوليو 1944 ) ممثلة ورائدة الأفلام الأمريكية في القرن العشرين كانت متزوجة من الممثل المعروف تشارلي تشابلن

## روابط خارجية
- ميلدريد هاريس على موقع IMDb (الإنجليزية)
- ميلدريد هاريس على موقع ألو سيني (الفرنسية)
- ميلدريد هاريس على موقع أول موفي (الإنجليزية)
- ميلدريد هاريس على موقع قاعدة بيانات برودواي على الإنترنت (الإنجليزية)
- ميلدريد هاريس على موقع قاعدة بيانات الأفلام السويدية (السويدية)
- ميلدريد هاريس على موقع قاعدة بيانات الفيلم (الإنجليزية)
- ميلدريد هاريس على موقع كينوبويسك (الروسية)
- ميلدريد هاريس على موقع فايند أغريف